# Jurij Orlov
Jurij Fëdorovič Orlov (in russo Юрий Фёдорович Орлов?; Mosca, 13 agosto 1924 – Ithaca, 27 settembre 2020) è stato un fisico russo naturalizzato statunitense, attivista per i diritti umani,  dissidente sovietico, fondatore del Gruppo Helsinki di Mosca e del gruppo sovietico di Amnesty International, arrestato  e inviato al soggiorno obbligato per la sua difesa delle norme sui diritti umani sottoscritte dallo stesso governo di Mosca. Liberato dal confino con l'avvento di Mikhail Gorbaciov, nel 1993 si era rifugiato negli Stati Uniti dove aveva preso la cittadinanza statunitense ed insegnava fisica alla Cornell University.
Membro dell'Accademia americana delle arti e delle scienze, Orlov ha studiato la progettazione di acceleratori di particelle, l'analisi dell'interazione del raggio e la meccanica quantistica. È autore e coautore di numerosi articoli di ricerca, articoli sui diritti umani e nel 1991 di un'autobiografia, Dangerous Thoughts.

## Biografia
Jurij Orlov nacque in una famiglia della classe operaia il 13 agosto 1924 e crebbe in un villaggio vicino a Mosca con i genitori, Klavdija Petrovna Lebedeva e Fëdor Pavlovič Orlov. Nel marzo 1933 perse il padre. 
Dal 1944 al 1946, Orlov prestò servizio come ufficiale nell'Esercito sovietico. Nel 1952, si laureò all'Università statale di Mosca e iniziò i suoi studi post laurea presso l'Istituto di fisica teorica e sperimentale dove in seguito lavorò come fisico. 
Nel 1956, Orlov fu molto vicino a vedere interrompere la sua carriera di scienziato a causa del suo intervento alla riunione del partito in cui si parlava di culto della personalità dopo le rilevazioni di Chruščëv al 20º Congresso del PCUS. In seguito aveva anche pubblicamente definito Stalin e Berija "assassini che erano al potere" e aveva parlato del requisito della "democrazia alla base del socialismo". Proprio per quel discorso sulla democrazia, fu espulso dal Partito Comunista dell'Unione Sovietica e licenziato dal lavoro. 
Dopo aver conseguito nel 1963 il dottorato in scienze, diventò un esperto di accelerazione delle particelle. Nel 1968, fu eletto membro corrispondente dell'Accademia delle scienze armena dopo aver trovato lavoro presso l'Istituto di fisica di Erevan. Nel 1972 tornò a Mosca lavorando presso l'Istituto di magnetismo terrestre. 

### Dissidenza
Nel settembre 1973, periodo in cui la Pravda pubblicò una dichiarazione di un gruppo di eminenti accademici in cui si denunciava l'attività anti-patriottica di Andrej Sacharov, Orlov decise di sostenerlo, ricordando la "catena" che succedeva negli anni '30, quando alcuni accademici chiedevano di arrestarne altri per poi essere in seguito anche loro arrestati. In difesa di Sacharov, Orlov scrisse una "Lettera aperta a Brežnev sulle ragioni dell'arretratezza intellettuale nell'URSS e sulle proposte per superarla" che apparve nella circolazione clandestina dei samizdat. La stampa occidentale pubblicò la lettera nel 1974 ma la sua pubblicazione sulla stampa russa avverrà solamente nel 1991. 
All'inizio degli anni '70, Jurij Orlov aveva scritto anche un altro articolo, apparso nella circolazione clandestina dei samizdat, dal titolo: "È possibile un tipo di socialismo non totalitario?". Nel 1973, era stato licenziato dopo essere diventato un membro fondatore del primo gruppo di Amnesty International in Unione Sovietica. 
Nel maggio 1976 organizzò il Gruppo Helsinki di Mosca e ne è diventato presidente. Andrej Sacharov elogiò Orlov per aver documentato sistematicamente le violazioni sovietiche delle disposizioni sui diritti umani degli accordi di Helsinki, disposizioni sottoscritte dallo stesso governo di Mosca nell'Atto finale della Conferenza sulla sicurezza e la cooperazione in Europa (OSCE) siglato nel 1975 ad Helsinki. E quando il KGB gli aveva detto di sciogliere il gruppo di Helsinki di Mosca perché illegale, Orlov ignorò l'ordine. Il capo del KGB, Jurij Andropov, aveva quindi deciso: "È emersa la necessità di porre fine alle azioni di Orlov, collega di Helsinki che monitora Ginzburg e altri una volta per tutte, sulla base della legge esistente".

### L'arresto e la condanna
Il 10 febbraio 1977, Orlov fu arrestato. Nel marzo 1977, Orlov riuscì a pubblicare l'articolo sul suo arresto intitolato: "La strada per il mio arresto". In un processo a porte chiuse, gli fu negato il diritto di esaminare le prove e di chiamare testimoni. L'aula era piena di una cinquantina di persone selezionate dalle autorità, mentre ai sostenitori e agli amici di Orlov, tra cui Andrej Sacharov, era stato impedito di entrare perché non c'era spazio. Le dichiarazioni di Orlov erano state interrotte molte volte dal giudice, dal pubblico ministero e da spettatori che gridavano "spia" e "traditore". Secondo Irina, la moglie di Orlov, gli spettatori ostili in aula avevano poi applaudito alla sentenza urlando: "Avreste dovuto dargli di più". 
Orlov al processo aveva sostenuto di avere il diritto di criticare il governo e il diritto di far circolare tali critiche in base alle disposizioni sulla libertà di informazione degli accordi di Helsinki. Orlov aveva anche affermato di aver fatto circolare tali informazioni per ragioni umanitarie, non sovversive. Il 15 maggio 1978, Orlov fu condannato a sette anni di campo di lavoro e cinque anni di esilio interno per il suo lavoro con il Gruppo Helsinki di Mosca. 

### Proteste per il processo di Orlov
Il presidente degli Stati Uniti Jimmy Carter espresse la sua preoccupazione per la gravità della pena e la segretezza del processo. Il senatore di Washington Henry M. Jackson disse: "Il processo Orlov e le carcerazioni di Ginzburg e Ščaranskij sono casi drammatici" quando si discute di violazioni della legge sovietiche. L'Accademia nazionale delle scienze degli Stati Uniti protestò ufficialmente contro il processo a Orlov. 
Nell'estate del 1978, su iniziativa del fisico Andrew Sessler, 2400 scienziati americani, inclusi i fisici del Lawrence Berkeley Laboratory dell'Università della California, crearono "Scientists for Sakharov, Orlov and Shcharansky" (SOS), un movimento internazionale, presieduto da Morris Pripstein,  per promuovere e proteggere i diritti umani degli scienziati sovietici. Gli scienziati del CERN si espressero contro l'incarcerazione di Orlov per "diffusione di propaganda antisovietica ". Inoltre 43 fisici hanno annullato i viaggi previsti in Unione Sovietica per protestare contro l'incarcerazione di Orlov. 

### Prigione ed esilio
Per il primo anno e mezzo, Orlov fu imprigionato nella prigione di Lefortovo, poi nel campo 35 e 37 di Perm. Nel campo 37 di Perm organizzò tre scioperi della fame per costringere le autorità della prigione a restituire i suoi scritti e appunti confiscati. Due articoli scritti da Orlov nel campo furono contrabbandati e pubblicati all'estero. Il 5 luglio 1983, il cancelliere austriaco Bruno Kreisky inviò al leader sovietico Jurij Andropov una lettera chiedendo il rilascio di Orlov in Austria, ma fu intenzionalmente lasciata senza risposta. 
L'Helsinki Watch con sede a New York rilasciò una dichiarazione sul deterioramento della salute di Orlov: "Ha frequenti mal di testa e vertigini, derivanti da una vecchia lesione al cranio. Soffre di infiammazione ai reni e alla prostata, pressione sanguigna bassa, dolori reumatici, mal di denti, insonnia e carenza di vitamine. L'assistenza medica nel campo di lavoro è estremamente inadeguata". Oltre a tutto Orlov soffriva di tubercolosi. In quel periodo perse molto peso e la maggior parte dei denti. La moglie di Orlov aveva detto di avere "molta paura per la salute di mio marito. Le autorità lo stanno gradualmente uccidendo". 
Nel 1984, Orlov fu esiliato a Kobjaj, in Siberia, e gli fu permesso di acquistare una casa con giardino. Il 14 novembre 1985, il professor George Wald sollevò il caso di Orlov in un colloquio con il leader sovietico Michail Gorbačëv, il quale rispose di non aver sentito parlare di Orlov.

### Espulsione e cittadinanza statunitense
Il 30 settembre 1986, il KGB propose di espellere Orlov dall'Unione Sovietica dopo averlo privato della sua cittadinanza sovietica e incontrò l'approvazione del Comitato Centrale del Partito Comunista dell'Unione Sovietica. L'allontanamento di Orlov dall'esilio siberiano faceva parte dell'accordo USA-Unione Sovietica per il rilascio del giornalista Nicholas Daniloff. Il rilascio di Orlov dall'esilio e l'espulsione dall'URSS hanno sollevato la speranza tra gli occidentali che il processo di Helsinki potesse finalmente iniziare a produrre progressi. Il presidente degli Stati Uniti Jimmy Carter ha detto: "Per quanto riguarda Orlov, siamo molto lieti di questo felice evento. Ci piacerebbe incontrarlo se verrà in questo paese, ma non so che lo farà. Non conosco i suoi piani". 
Trasferitosi negli Stati Uniti, dal 1987 Orlov iniziò a lavorare alla Cornell University come scienziato e professore. Nel 1988-89 fu poi visiting Fellow presso l'Organizzazione europea per la ricerca nucleare (CERN). 
Nel 1990, Gorbaciov restituì la cittadinanza sovietica a Orlov e ad altri 23 emigrati di spicco che avevano perso il diritto nel periodo dal 1966 al 1988. Orlov disse a Gorbaciov: "Direi che hai un potere nelle tue mani, il KGB, e dovresti quindi portare avanti le tue riforme senza aver paura di nessuno. Dopo, dovresti liquidare il KGB, perché è un cancro". Il 18 luglio 1991, Orlov ed Elena Bonnėr scrissero una lettera aperta sul fatto che l'esercito sovietico e le truppe speciali avevano deportato sistematicamente migliaia di armeni dall'Azerbaigian in Armenia. 
Nel 1993, Orlov ricevette la cittadinanza statunitense.
Nel 1995 l'American Physical Society gli conferì la medaglia Nicholson per il servizio umanitario. Nel 2005 Orlov divenne il primo destinatario del Premio Andrei Sakharov, assegnato ogni due anni dall'American Physical Society per onorare gli scienziati per il lavoro eccezionale nella promozione dei diritti umani. Nel 2004, Orlov espresse la sua opinione sulla Russia e Vladimir Putin dicendo: "La Russia sta volando indietro nel tempo. Putin è come Stalin, e parla la lingua del delinquente, la mafia". Il 24 marzo 2005, Orlov ha scritto una lettera a Putin per esprimere preoccupazione per il procedimento penale contro Anna Michal'čuk, Jurij Samodurov e Ljudmila Vasilovskaja nel caso riguardante la mostra del Museo Sacharov sulla religione.
Orlov partecipò a due documentari sul movimento di dissidenza in Unione Sovietica, They Chose Freedom (2005)  e Parallels, Events, People (2014). 
Fu membro del Comitato consultivo e accademico per la libertà di Human Rights Watch Asia e membro del Comitato onorario per il 25º anniversario, Global Rights. 
Orlov è morto il 27 settembre 2020, all'età di 96 anni.

## Vita privata
Fu sposato tre volte: la prima con Irina Lagunova, quindi con Irina Valitova, infine con Sidney Orlov. Tre i figli: Dmitri,j Aleksandr, Lev.

## Riconoscimenti
- 1986 Premio Carter-Menil per i diritti umani
- 1990 Dottorato honoris causa dell'Università di Uppsala
- 1995 Medaglia Nicholson per il servizio umanitario dell'American Physical Society
- 2005 Premio Andrei Sakharov